# The Looney Tunes Show
The Looney Tunes Show (El show de los Looney Tunes en Hispanoamérica) es una comedia de situación animada estadounidense producida por Warner Bros. Animation que se emitió en su país de origen desde el 3 de mayo de 2011 hasta el 31 de agosto de 2014 en Cartoon Network. La serie consta de dos temporadas, cada una con 26 episodios y presenta personajes de los cortos de dibujos animados Looney Tunes y Merrie Melodies actualizados para el siglo XXI.
Inicialmente, la serie recibió críticas mixtas de los críticos, que elogiaron el estilo visual, el humor, el retrato de los personajes y la actuación de voz, pero criticaron su dirección, sus divergencias de su material de origen, su falta de slapstick, y sus cambios en los diseños de los personajes y personalidades.
Muchos han calificado este programa como una de las mejores series de los Looney Tunes, ya que nos muestran una perspectiva diferente de los personajes que no se había visto antes sin que se pierda el humor que los caracteriza. El programa demuestra como pueden ser independientes, como cada uno hace su vida y cómo se integran dentro de la sociedad.
En Latinoamérica se estrenó el 7 de agosto de 2011 por Cartoon Network, emitiéndose también en los canales Boomerang, Canal 5 y Azteca 7 de México, Canal 13 de Guatemala, Caracol Televisión y Citytv de Colombia, Teletica de Costa Rica, Unitel de Bolivia y Global Televisión de Perú. Por otro lado, en España se estrenó entre 2011 y 2012 (fecha desconocida) por Cartoon Network, emitiéndose también en Clan.

## Premisa
El show de los Looney Tunes se enfoca en las aventuras de Bugs Bunny y el pato Lucas, quienes ahora viven en los suburbios de una gran ciudad, teniendo como vecinos a un sinnúmero de personajes conocidos de la franquicia, tales como 'Porky El Cerdito', 'Silvestre' y 'Piolín', 'Sam Bigotes', 'Speedy Gonzales', 'Pepe Le Pew', 'la bruja Hazel', 'el Gallo Claudio', 'Marvin el Marciano', entre otros. El programa nos presenta el estilo de vida que comparten juntos Bugs y Lucas en la casa de Bugs, que es donde viven, tratando de llevarse bien y convivir de manera normal como lo hacen los mejores amigos, pese a tener las personalidades tan diferentes que conservan intactas desde los cortos originales: Bugs siendo sarcástico, inteligente y siempre un paso delante de los demás, y el pato Lucas demente, narcisista, egocéntrico y en algunos casos malvado. Ambos, por otro lado, salen a menudo con sus respectivas novias: Bugs Bunny con 'Lola Bunny' (quien apareció por vez primera en la película Space Jam: el Juego del Siglo) y el pato Lucas con la 'Pata Melissa', renombrada Tina Russo en esta serie. Bugs Bunny tiene como "mascota" a 'Taz', el Demonio de Tasmania.
Al igual que videos musicales de canciones originales (por ejemplo Quique Gavilán relatando sus deseos de atrapar a un pollo) bajo el título de Merrie Melodies o Fantasías Animadas de Ayer y Hoy en español.
Cabe resaltar que, debido al formato sitcom del show, las historias ahora ya no son los cortos de 7 minutos de Bugs y Lucas, sino tramas que ocupan alrededor de 15 minutos, con guiones que mantienen continuidad, además de que se retrate a la mayoría de los personajes como algo más jóvenes (entre los 25 y 30 años aproximadamente) que en los dibujos originales, en los cuales Bugs y Lucas no tenían una edad explícita.

## Personajes

### Personajes principales
- Bugs Bunny: Es el protagonista de la serie junto a Lucas. Es un conejo grisáceo con personalidad segura y fresca que siempre esta tres pasos por delante de todo el mundo. Vive su vida como un ciudadano estadounidense normal en medio de los suburbios, aunque goza de una buena posición económica y popularidad. Considera a Lucas como su mejor amigo a pesar de que ambos son polos completamente opuestos. Es millonario debido a que inventó un mondador manual para zanahorias, aunque vive de forma modesta ante los demás. Es amistoso y divertido pero sólo en raras ocasiones es presa de sus inseguridades e ingenuidad. Sus virtudes lo han puesto en situaciones bastantes favorables. Es novio de Lola, aunque inicialmente intenta alejarse de ella por su actitud incómodamente intensa. Por lo general, Bugs maneja un auto Toyota Prius de color rojo.
- Pato Lucas: Es coprotagonista junto a Bugs. Es un pato negro que se caracteriza por ser abstraído, narcisista, antipático, egocéntrico y a veces actúa como el "malo" en los episodios; pero en el fondo es inseguro de sí mismo y de buen corazón. Lucas se ha estado quedando en la casa de Bugs Bunny durante varios años, y se las ha arreglado para vivir allí permanentemente y sin pagar nada. La personalidad extrema y bipolar de Lucas y su escandaloso comportamiento siempre hacen la vida más interesante (y complicada) sobre los demás. A pesar de todo eso, cuenta con su licencia de cosmetólogo y estilista profesional, en lo cual es muy talentoso. Y aunque es bastante imprudente con los demás, es novio de Tina Russo, quien al parecer es de las pocas personas que puede lidiar con su horrible actitud. Su ego es tan sorprendente, que posee una Volkswagen adaptado como carro alegórico con su rostro como vehículo personal.

### Personajes secundarios
- Porky Pig: Amigo de Bugs y de Lucas. Es un cerdo con una forma modesta de vestir. Su peculiar tartamudez, sus enormes ojos y su inocencia le hacen un blanco fácil para aquellos que quieren burlarse de él, pero Porky está feliz simplemente de ser incluido, aunque es Lucas quien suele abusar de su buena voluntad. Su única debilidad es ser incapaz de expresarse a su favor, al punto de perjudicarse por sólo intentarlo. Se sabe que trabajaba en bufetes de contabilidad y en el ayuntamiento, aunque tiene un título en Arquitectura medieval, pero al final se dedica a la organización de eventos sociales debido a su habilidad para cocinar. Suele estar solo para diversas actividades, y aunque ha tenido algunas citas, finalmente conoce a Petunia Pig, quien termina siendo su novia.
- Speedy Gonzales: Amigo de Bugs. Es un ratón de origen mexicano que no sólo sigue siendo el más rápido de todo México; sino que ahora también es el dueño de uno de los lugares de reunión más populares de la ciudad, conocido como «Pizzarriba!», la pizzería local (la cual fue propiedad de Bugs Bunny). Además de eso, en ocasiones sirve como la conciencia de Lucas ante cada conducta reprobable de éste. La buena voluntad de Speedy hace que éste sea huésped en la casa de Bugs, aunque cumple con sus obligaciones como inquilino.
- Lola Bunny: Novia de Bugs. Es una coneja rubia algo excéntrica, atolondrada y despistada. Es parlanchina, sin importar si alguien la está escuchando o no. Se sabe que es hija única y que sus padres Walter y Patricia son millonarios, lo que explica su estilo de vida. Está perdidamente enamorada de Bugs Bunny, aunque éste a veces la considere molesta, pero terminan siendo novios.
- Yosemite Sam (Sam Bigotes en Hispanoamérica): Vecino de Bugs y Lucas. Es un vaquero pelirrojo que por lo general es mentiroso, tramposo, ingrato y confianzudo con los demás. Curiosamente, se involucra en situaciones donde él se critica por su estatura. Su actitud temperamental le da mala fama ante los vecinos, pero de vez en vez, suele ser calmado y amigable.
- Tina Russo: Novia de Lucas. Es una pata rubia de actitud ruda y graciosa. Tiene una personalidad similar a la de Bugs, aunque le precede su actitud ruda ante las tonterías. Trabaja en el centro de copiado, aunque tiene habilidades como reparar muebles y trabajos del hogar. Además, se vuelve en novia de Lucas al notar interés en que pueda mejorar como individuo. Está principalmente inspirada en la Pata Melissa.

### Personajes recurrentes
- Gallo Claudio: Es un robusto gallo blanco, cuya historia es bastante motivadora tras haber trabajado mucho para llegar a ser un empresario adinerado, aventurero y algo chiflado. Asimismo, suele financiar buenas ideas que por lo general salen mal, y no siente afectado por las pérdidas económicas, ya que es muy caritativo. Suele involucrarse en situaciones con Lucas. Algunas características que preserva de sus versiones anteriores es que sigue siendo gracioso y algo ingenuo.
- Mac y Tosh: Son un par de topos, los cuales son grandes amigos y dueños de la tienda local de antigüedades. Son infinitamente exuberantes, incesantemente positivos, amables y habladores. En muchas situaciones, fungen diversos cargos desde concursantes y actores hasta presentadores de eventos.
- Taz: Es un demonio de Tasmania altamente peligroso que inicialmente escapó del zoológico (aunque cabe mencionarse que fue por un error de Pete Puma), para luego ser la mascota de Bugs. Aunque era muy feroz y destructivo, logra ser domesticado gracias a Speedy. Entre sus mayores rasgos, está que a Lucas es a quien no le tiene respeto alguno. A diferencia de sus versiones anteriores, aquí se muestra a Taz como mascota y no como individuo.
- La Bruja Lezah: Además de ser una bruja y vecina de Bugs y Lucas, ella normalmente da consejos sin sentido y es la amorosa madre de un monstruo gigante y peludo, Gossamer.
- Gossamer: Hijo tímido de la bruja Lezah, en el exterior parece un monstruo peludo de ocho metros de altura. Sin embargo, en el interior, es sólo un torpe pero dulce niño de 9 años.
- Marvin el Marciano: Un antiguo alumno de intercambio procedente de Marte que fue a la escuela secundaria con Lucas, Marvin es un nerd inadaptado con una pistola láser.
  - K-9: La mascota de Marvin el Marciano.
  - Marcianos Instantáneos: son parecidos a las aves marcianos que trabajan por Marvin el marciano.
- Abuelita: Es una mujer dulce y amable de 90 años edad con una personalidad valiente, vive al otro lado de la calle con sus mascotas Silvestre y Piolín. En su juventud fue una hermosa espía durante la Segunda Guerra Mundial. Es la única del vecindario además de Bugs que sabe estimar los defectos del Pato Lucas.
  - Piolín: Mientras Piolín parece ser un pájaro inocente y vulnerable, bajo el delicado exterior de este canario amarillo late un corazón astuto. Al igual que en las series anteriores, su frase típica es «Me parece que vi un lindo gatito. ¡Es cierto!, ¡es cierto! ¡Es un lindo gatito!.»; también participó en la Segunda Guerra Mundial lo que equivale a que Piolin tiene más de 81 años.
  - El gato Silvestre: Es el gato mascota de Abuelita. Cuando ella no está presente, Silvestre pasa la mayor parte de su tiempo tratando de averiguar cómo atrapar al ave mascota de la abuela, Piolín. Cuando era niño recordaba el punto rojo del collar de su mamá.
- Pete Puma: En Merrie Melodies, era un puma de color marrón claro que intentaba comerse a Bugs Bunny. Sin embargo, víctima de la astucia de Bugs, siempre terminaba, de algún modo, golpeándose a sí mismo. En esta serie, es un distraído y despreocupado personaje que se encarga de cuidar el zoológico de la ciudad, aunque en un episodio ayuda a Speedy Gonzales con sus encargos de pizza. Parece tener obsesión por llevarse las cosas. Es más amable y tímido que la versión original.
- Elmer Gruñón: En esta serie animada, es el reportero de noticias de la televisora local. Su forma ácida y directa de informar hace que la Nota roja sea aceptable. Aún le gusta la cacería de conejos y patos; además de sándwiches de queso hechos en parrilla.
- Cecilio Tortuga: En la serie original, era una tortuga que siempre hacía carreras con Bugs y que, de una forma u otra, siempre ganaba. En esta serie es un empleado en la compañía del cable llamada Trans-Visitrón hasta que fue despedido por Bugs, vengándose de él. Es astuto, egoísta y presumido, pero aun así es responsable por su trabajo.
- Dr. Weisberg: Es el doctor especialista de la ciudad, que generalmente atiende a algunos de los personajes.

### Otros personajes
- Perro George: Un perro basset adulto antropomórfico.
- Quique Gavilán: Gavilán pollero bebé con la fijación de comerse un pollo. Porky se convierte en su mentor.
- Miss Prissy: Una vieja gallina soltera, que lleva un gorro azul y gafas de montura metálica.
- Pepe Le Pew: Es una mofeta con acento francés y refinado sentido del gusto que lo hacen irresistible a las mujeres. Es el casanova de la ciudad.
- Triturador: Triturador fue visto en Ave y conejo presos como un recluso de la prisión donde Bugs Bunny y el Pato Lucas fueron encarcelados. También aparece en la fantasía El pájaro amarillo donde golpea a Silvestre cada vez que este lo molesta.
- Los Tres Osos:
- Hugo el Abominable Hombre de las Nieves:
- Blacque Jacque Shellacque:
- Beaky Buzzard:
- Petunia Pig:
- Slowpoke Rodriguez:

## Segmentos animados
Durante cada episodio, se presenta un segmento animado, el cual estaba entre Road Runner & Wile E. Coyote (El Coyote y el Correcaminos) y Merrie Melodies (Fantasías animadas de ayer y hoy en España, y Fantasías animadas en Hispanoamérica).

### Road Runner & Wile E. Coyote
Road Runner & Wile E. Coyote (El Coyote y el Correcaminos) es un segmento animado, producido con gráficos computarizados tridimensionales, el cual muestra las ingeniosas situaciones entre ambos personajes.
- Correcaminos: Es el ave más rápida de la tierra. Es astuto y siempre está un paso por delante del hambriento Wile E. Coyote.
- Wile E. Coyote: Impulsado por su apetito sin fin, Wile E. Coyote está dispuesto a arriesgar su vida para atrapar al Correcaminos. Gracias a su aporte constante de malas ideas y los productos Acme, su vida siempre está en riesgo. En el episodio "Aquí viene el Cerdito" se puede ver en su forma animada.

### Merrie Melodies
Merrie Melodies (Fantasías animadas de ayer y hoy en España, y Fantasías animadas en Hispanoamérica) es otro segmento animado, cuya característica es un musical relacionado a una situación con algún personaje de la serie.

## Episodios
Un total de 52 episodios han sido producidos y transmitidos hasta la fecha en los Estados Unidos, cada uno teniendo una audiencia promedio de 2 millones de televidentes.

## Elenco

### Voces en inglés
- Jeff Bergman - Bugs Bunny, Pato Lucas, Gallo Claudio, El gato Silvestre, Piolín, Jor-El
- Kristen Wiig - Lola Bunny
- Bob Bergen - Porky Pig
- Billy West - Elmer Gruñón
- Fred Armisen - Speedy Gonzales
- Grey DeLisle - Petunia Pig, Miss Prissy, recepcionista, madre de Lola, Carol.
- Maurice LaMarche - Sam Bigotes, oficiador de boda.
- René Auberjonois - Pepe la Peste
- Eric Bauza - Marvin el Marciano
- Roz Ryan - Bruja Lezah
- Kwesi Boakye - Gossamer
- Jennifer Esposito - Pata Tina Russo (Temporada 1)
- Annie Mumolo - Pata Tina Russo (Temporada 2 - Presente)
- June Foray - Abuelita
- Jess Harnell - Tosh Gopher
- Rob Paulsen - Mac Gopher
- Jim Cummings - Demonio de Tasmania
- John Kassir - Pete Puma
- Ben Falcone - Perro Granjero (canciones) y Quique Gavilán
- Damon Jones - Marvin el marciano, el gallo Claudio y Quique Gavilán (canciones)
- Mike Smith - Speedy Gonzales (canciones)

### Doblaje al español (Hispanoamérica)
- Luis Alfonso Mendoza - Bugs Bunny y Presentador.
- Irwin Daayán - Pato Lucas.
- Ernesto Lezama - Porky Pig y Speedy Gonzales
- Javier Olguín - Quique Gavilán, Tosh gopher.
- Gabriel Ortiz - Mac gopher.
- Carla Castañeda - Lola Bunny
- Laura Torres - Pata Tina Russo.
- Pedro D'Aguillón Jr. - Jor-El, Walter Bunny (primera aparición) y voces adicionales.
- Carlos Íñigo - Elmer Gruñón y Pete Puma.
- Carlos del Campo - Pepe Le Pew
- César Soto - Sam Bigotes y Demonio de Tasmania
- Sylvia Garcel - Abuelita.
- Circe Luna - Piolín.
- Alfonso Ramírez - Silvestre el gato
- Rafael Pacheco - Marvin el Marciano
- Octavio Rojas - Gallo Claudio
- Magda Giner - Bruja Lezah.
- Emilio Treviño - Gossamer.
- Herman López - Dr. Weisberg.
- Oscar Flores - Presentador de concurso de inteligencia, voces adicionales.
- Irene Jiménez - Recepcionista, voces adicionales.
- Nancy McKenzie - Patricia Bunny.
- Víctor Covarrubias - Oficiador de boda, voces diversas.
- Juan Carlos Tinoco - Boxeador, voces adicionales.
- Diana Pérez - Tania, secretaria en concurso de perros, voces adicionales.
- Rebeca Gómez - Abuelita (joven).
- Martín Soto - Jefe de Abuelita.
- Kaihiamal Martínez - Terry (rival de Lucas)
- Gerardo Reyero - Agente del FBI, voces adicionales.
- Jorge Roig - Vecino de Bugs y Lucas, Coronel Frankenheimer, voces adicionales.
- Jorge Roig Jr. - Insertos/Anunciador, Chuck Berost, guardaparques, voces adicionales.

Créditos técnicos
- Estudio de doblaje - Art Sound México.
- Dirección de doblaje - Jorge Roig / Circe Luna.
- Traductor y Adaptador - Carolina Fierro.
- País de doblaje -  México[2]

### Doblaje al español (España)
- Xavier Fernández - Bugs Bunny
- Juan Antonio Bernal - Pato Lucas
- José Javier Serrano - Porky Pig y Elmer Fudd
- Albert Trifol Segarra - Speedy Gonzales
- Isabel Valls - Lola Bunny
- Graciela Molina - Tina Russo
- Miguel Ángel Jenner - Pepe Le Pew
- Javier Viñas - Yosemite Sam e Insertos
- Alicia Laorden - Abuelita y Piolín
- Jordi Royo - Silvestre el gato y Gallo Claudio
- Marc Zanni - Marvin el Marciano
- Gloria Gonzáles - Bruja Lezah
- Ariadna Giménez - Gossamer

Créditos técnicos
- Estudio de doblaje - Deluxe 103
- Dirección de doblaje - Javier Viñas
- Lugar de doblaje - Barcelona

## Lanzamiento en DVD
Las distribuidoras Warner Home Video y The Cartoon Network, Inc. anunciaron el 7 de julio de 2011 que la serie saldría a la venta en formato DVD en septiembre del mismo año. La primera temporada completa salió al mercado en los Estados Unidos dividida en 4 volúmenes, siguiendo el mismo formato que tuvo su serie hermana, Scooby-Doo! Misterios, S. A.. Los primeros 3 DVD del programa presentan cuatro episodios cada uno, mientras que el cuarto volumen contiene los 14 episodios restantes completos, incluyendo los cortos y las Fantasías Animadas de Ayer y Hoy.
| Nombre original del DVD                                               | Nº de Episodios | Fecha de lanzamiento: Región 1: Estados Unidos, Canadá y Norteamérica | Región 2: Países europeos | Región 4: Brasil e Hispanoamérica                          |
| --------------------------------------------------------------------- | --------------- | --------------------------------------------------------------------- | ------------------------- | ---------------------------------------------------------- |
| The Looney Tunes Show: Season 1, Volume 1                             | 4               | 27 de septiembre de 2011                                              | TBA                       | ¿? (fecha de lanzamiento desconocida, pero si fue lanzado) |
| The Looney Tunes Show: Season 1, Volume 2                             | 4               | 6 de diciembre de 2011                                                | TBA                       | TBA                                                        |
| ''The Looney Tunes Show: Season 1, Volume 3                           | 4               | 13 de marzo de 2012                                                   | TBA                       | TBA                                                        |
| The Looney Tunes Show: Season 1, Part 2: There Goes The Neighborhood! | 14              | 10 de julio de 2012                                                   | TBA                       | TBA                                                        |